# 福岡県道546号猪野土井線
福岡県道546号猪野土井線（ふくおかけんどう546ごう いのどいせん）は、福岡県糟屋郡久山町から福岡市東区に至る一般県道である。

## 概要
糟屋郡久山町大字猪野から福岡市東区土井2丁目に至る。
猪野バスセンターから、福岡県道547号猪野篠栗線とは別方向に入り、その後は山陽新幹線を何度か潜りながら沿って走り福岡県道21号福岡直方線と交差し終点となる。

### 路線データ
- 起点：福岡県糟屋郡久山町大字猪野（福岡県道547号猪野篠栗線起点）
- 終点：福岡県福岡市東区土井2丁目（福岡県道21号福岡直方線交点）
- 総延長：4.2 km

## 路線状況

### 重複区間
- 福岡県道547号猪野篠栗線（糟屋郡久山町大字猪野（起点） - 糟屋郡久山町大字猪野・猪野交差点）

### 道路施設

#### 橋梁
- 片山橋（猪野川、糟屋郡久山町）
- 岩鼻橋（猪野川、福岡市東区）

## 地理

### 通過する自治体
- 糟屋郡久山町
- 福岡市（東区）

### 交差する道路
| 交差する道路                                         | 市町村名 | 市町村名 | 交差する場所 | 交差する場所   |
| ---------------------------------------------------- | -------- | -------- | ------------ | -------------- |
| 福岡県道547号猪野篠栗線 重複区間起点                 | 糟屋郡   | 久山町   | 大字猪野     | 起点           |
| 福岡県道547号猪野篠栗線 重複区間終点                 | 糟屋郡   | 久山町   | 大字猪野     | 猪野交差点     |
| 福岡県道35号筑紫野古賀線                             | 糟屋郡   | 久山町   | 大字山田     | 下山田南交差点 |
| 福岡県道21号福岡直方線 福岡県道24号福岡東環状線 重複 | 福岡市   | 東区     | 土井2丁目    | 終点           |

### 交差する鉄道
- 山陽新幹線
- 香椎線

### 沿線
- 久山町立山田小学校
- トリアス久山
- JR九州香椎線 土井駅